# Kalasiris perforata
Kalasiris perforata är en insektsart som först beskrevs av William Miles Maskell 1879.  Kalasiris perforata ingår i släktet Kalasiris och familjen skålsköldlöss. Inga underarter finns listade i Catalogue of Life.